# Andreas Pape (Schauspieler)

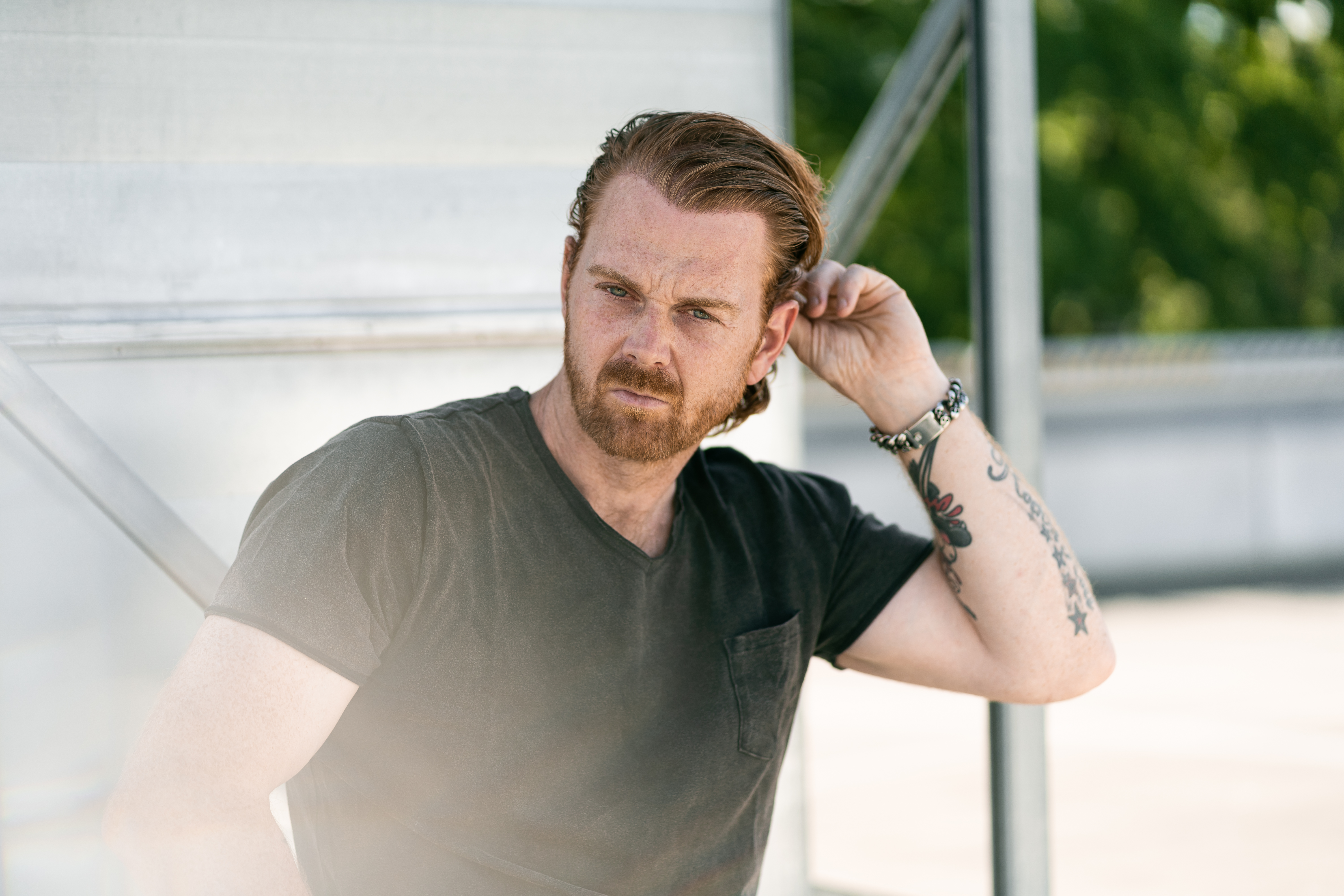
Andreas Pape

Andreas Pape (* 13. Mai 1980 in Arolsen, Hessen) ist ein deutscher Schauspieler, Synchronsprecher, Kameramann und ehemaliger Wasserskifahrer an der Seilbahn.

## Sportliche Karriere
Seine sportliche Laufbahn begann er im Alter von 8 Jahren beim Wasserskiclub Twistesee. Im Jahre 1991 wurde Andreas Pape mit 11 Jahren bei seiner ersten Teilnahme an nationalen Meisterschaften an der Wasserski-Seilbahn bereits Deutscher C-Jugendmeister in der Kombination. Mit 14 Jahren erfolgte die Nominierung ins Team der deutschen Nationalmannschaft, der er bis 2008 angehörte. Im Jahre 2000 konnte er im Alter von 20 Jahren, als einer der jüngsten Wasserskifahrer überhaupt, den Europameistertitel in der Kombination bei der offenen Klasse holen und wurde zum „Wasserskisportler des Jahres“ gewählt. Bei der WM 2006 wurde Andreas Pape schließlich Weltmeister in der Kombination, der sogenannten Königswertung – bestehend aus den Einzeldisziplinen Trickski, Slalom und Schanzenspringen. Vom Internationalen Weltverband für Wasserski und Wakeboarden (IWWF) wurde er zum „Cable Skier of the Year 2006“ gewählt. Ein weiterer Höhepunkt seiner Sportlerlaufbahn war im Jahre 2007 der Gewinn der Europameisterschaft im Schanzenspringen am heimischen Twistesee. Aufgrund eines im Jahre 2009 erlittenen Kreuzbandrisses musste er lange pausieren. Umso überraschender holte er nochmal 2012 den DM-Titel in der Kombination, ebenfalls am Twistesee. Zusammen mit seinen Mannschaftskameraden sicherte er sich zudem zum 25-jährigen Bestehen des WSC Twistesee auch die Deutsche Mannschaftsmeisterschaft. Insgesamt konnte er in seiner aktiven Zeit von 1988 bis 2012 39-facher Deutscher Meister, achtfacher Europameister, siebenfacher Vizeweltmeister und einmal Weltmeister werden. Der IWWF führte Andreas Pape sechs Jahre lang als Weltranglistenersten in der Wasserski-Kombination (2001 bis 2004 und 2006 bis 2007).
Heute fährt er nur noch Wasserski ohne Wettkämpfe und Leistungsdruck und ist aktiv im Vorstand des WSC Twistesee.

## Leben
Seit 1999 ist Andreas Pape als Schauspieler und Synchronsprecher aktiv und hat an deutschen Fernseh- und Kinofilmen mitgewirkt. Dazu zählen Die Männer der Emden (2013), Männertag (2016), Tatort: Puppenspieler, Destruction of Silence und Sounds of Fear, bei dem er auch Regie führte. 2013 erschien die Kinoproduktion Die Männer der Emden, in der er die Rolle des Johannes Burgwächter verkörperte und 2016 erschien die Kinokomödie Männertag, in dem er die Rolle des Wächters an der Seite von Hannes Jaenicke spielt. Außerdem wirkte er nebenher in einer Vielzahl von deutschen Underground- und Independent-Filmen mit. In dem Psychothriller und Kammerspiel Chain (2017) spielt Andreas Pape einen Adrenalin-Junkie, der gezwungen wird, an seine Grenzen zu gehen.
Von 2006 bis 2020 lebte Andreas Pape in Kassel und arbeitete bei verschiedenen Filmproduktionsfirmen als EB-Kameramann, Kameramann, Editor und Produktionsassistent. Dort drehte er auch TV-Produktionen wie Die strengsten Eltern der Welt, Die Kochprofis, Die Diättester oder Der Wunschbaum. 2017 drehte er als Kameramann seinen ersten internationalen Kinofilm EneMe. 2021 zog er für 2 Jahre nach Berlin und arbeitet dort ebenfalls als Schauspieler und Kameramann.
Seit 2018 veranstaltet er mit seinem Partner Andre Bangert das BRAUNYWOOD Eventfestival. BRAUNYWOOD ist ein Musikfestival für alle Altersschichten, dass sich aus den beiden Teilbereichen ‚Event‘ und ‚Festival‘ zusammensetzt. Mit Event sind Eventmodule gemeint, die das Festival zu einem großen Erwachsenen-Spielplatz machen. Bereits 2 Mal in den Jahren 2019 und 2022 konnten sie das Festival in Bad Arolsen-Braunsen, was zu den wenigen Festivals überhaupt in Nordhessen gehört, stattfinden lassen.
Seit 2022 wohnt Andreas Pape in Köln und gründete mit Schauspieler und Musiker Béla Klentze die cinematic Rockband Stairway to Violet. Andreas fungiert dabei als Art-Director und produziert alle Musikvideos und ist der Social Media Manager der Band.

## Filmografie (Auswahl)
- 2001: Huntig Creatures (auch Regie)
- 2004: Das unbezähmbare Herz (zweiteiliger Fernsehfilm)
- 2004: Sounds of Fear (auch Regie)
- 2006: Goldene Zeiten (Regie: Peter Thorwarth)
- 2007: Cable Skid (auch Regie)
- 2007: Barricade
- 2010: Toxic Lullaby
- 2010: No Reason
- 2011: Savage Love
- 2011: Entropie
- 2011: Project Genesis (auch: Kamera)
- 2012: Sechster Sinn, drittes Auge, zweites Gesicht (Kurzfilm)
- 2012: Die Männer der Emden (Kinofilm)
- 2013: Tatort – Puppenspieler
- 2013: Destruction of Silence
- 2013: Bunker of the Dead 3D
- 2014: German Angst (Kinofilm)
- 2015: Tatort Calw – Auge um Auge
- 2015: Ostwind 2
- 2015: Alarm für Cobra 11 – Folge: Lockdown
- 2016: Weimar Nord (Plansequenzfilm)
- 2016: Mannequin (Kurzfilm)
- 2016: Männertag (Regie: Holger Haase)
- 2017: EneMe (Regie: Jakob Gisik)
- 2017: Chain (mittellanger Spielfilm)
- 2019: Morden im Norden – Folge: Vergiss Mein Nicht
- 2020: Amazon Alexa (Werbespot)
- 2020: Nakam (Ausgezeichneter Kurzfilm)
- 2020: SOKO Wismar
- 2020: Projekt Adler (Kinofilm)
- 2021: Aktenzeichen XY … ungelöst
- 2021: Ford Kögler (Werbespot)
- 2021: Ein starkes Team – Schulzeit
- 2022: Gute Zeiten, schlechte Zeiten (Fernsehserie)
- 2023: Aktenzeichen XY ... ungelöst